# Nils Lofgren
Nils Lofgren (nacido como Nils Hilmer Lofgren) (Chicago, Illinois; 21 de junio de 1951) es un músico estadounidense, más conocido por ser el guitarrista de la E Street Band y por ser uno de los creadores de Crazy Horse y Grin.

## Biografía

### Vida y carrera
Nils Lofgren nació en Chicago en 1951, de ascendencia italiana y sueca. Luego se trasladó con su familia a la ciudad de Bethesda, Maryland. Su primer instrumento fue el acordeón clásico. Después de estudiar música clásica y jazz Lofgren cambió su énfasis a la música rock y se centró en el piano y la guitarra. En 1968, formó la banda Grin, con el bajista George Daly, y el baterista Bob Berberich. El grupo tocó en toda el área de Washington D. C.. Lofgren había sido gimnasta en la escuela secundaria, una habilidad que apareció más tarde en su carrera. Durante este tiempo se reunió con Neil Young y tocó para él.
Lofgren se unió a la banda de Neil Young a los 17 años, tocando el piano y la guitarra en el álbum After the Gold Rush. Le dieron esta responsabilidad a pesar de tener poca experiencia y Lofgren trabajó en sus partes durante todo el día. Lofgren mantiene una estrecha relación musical con Neil Young, que aparece en su álbum Tonight's the Night, entre otros. También fue brevemente un miembro de Crazy Horse, que aparece en su LP de 1971 y contribuyó a sus canciones.

### Grin
Lofgren formó la banda Grin con el bajista original George Daly y el baterista Bob Berberich, y el grupo tocó en toda el área de Washington D. C. antes de ir a California. Daly dejó la banda desde el principio para convertirse en ejecutivo de Columbia Records A & R y fue reemplazado por el bajista Bob Gordon. Los álbumes de Grin fueron aclamados por la crítica del rock pegadizo, duro, a partir de 1971 a 1974, con la guitarra como instrumento principal de Lofgren. Lofgren escribió la mayoría de las canciones del grupo, y con frecuencia compartía los derechos de voz con otros miembros de la banda (sobre todo el baterista Bob Berberich). Después del segundo álbum, Nils agregó a su hermano Tom Lofgren como guitarrista rítmico.

### Carrera en solitario, parte I
En 1974 se disolvió Grin. El álbum de debut de Lofgren como solista fue un éxito de crítica: fue el número 5 en la lista de NME de los álbumes del año y "Cry Tough" fue votado como número 10 en la ronda de 1976 del NME; además, en 1975 Jon Landau, crítico de Rolling Stone, lo calificó como uno de los álbumes más finos de rock del año. Logró éxitos de radio de rock progresivo a mediados de la década de 1970 con "Back It Up", "Keith Don't Go" y "I Came to Dance". Su canción "Bullets Fever", sobre el campeón de la NBA en el 1978 Washington Bullets, se convertiría en una de las favoritas en el área de Washington D. C. A lo largo de la década de los 70, Lofgren grabó discos como solistas y salió de gira con una banda de acompañamiento que otra vez incluía a su hermano Tom en la guitarra rítmica. Los conciertos de Lofgren hicieron gala de su reputación, como tocar la guitarra mientras hacía volteretas.
En 1971 apareció en el escenario en el Roy Buchanan Especial, un programa de televisión de PBS, con Bill Graham. En 1973 apareció en la NBC en el especial de medianoche, tocando tres canciones en vivo. En 1978 escribió y cantó el "Nobody Bothers Me", para el anuncio de Jhon Rhee Tae Kwon Do, y en el mismo año apareció en la película Sgt. Pepper's Lonely Hearts Club Band. En 1987 contribuyó en la serie televisiva Hunter. En 1993 contribuyó para la serie animada Los Simpson con dos villancicos con Bart. En 1995 apareció en un homenaje a los Beatles.

### E Street Band
En 1984, se unió a Bruce Springsteen y la E Street Band como el reemplazo de Steven Van Zandt en guitarra y voz, en la masiva gira Born in the USA. Después de la gira apareció en Late Night with David Letterman, para promocionar su disco en solitario Flip 1985. La E Street Band salió de gira de nuevo con Bruce Springsteen en 1988 en la gira Tunnel of Love Express. En 1989, Springsteen disolvió la E Street Band, pero Lofgren y Van Zandt se reincorporaron en la reunión de la banda en 1999, seguida de otra gira masiva en 2002 y 2003, luego otra vez para el álbum Magic y de nuevo gira mundial en 2007/2008, y más recientemente para Working on a Dream Tour.

### Carrera en solitario, parte II
Lofgren continuó grabando y de gira como solista, con Patti Scialfa, con Neil Young, y como miembro de la Starr-Ringo Starr Band. Muchas de las personas que trabajaron en esas giras aparecieron en su álbum de 1991 Silver Lining. Durante la década de 2000 tuvo su propio "Día de Nils Lofgren" en el Condado de Montgomery, Maryland, celebrado cada 25 de agosto. En 2006 publicó Sacred Weapon, con invitados como David Crosby, Graham Nash, Willie Nelson y Martin Sexton. En 2006 grabó un DVD en vivo, Nils Lofgren & Friends: Acústico.
El 23 de junio de 2006, Lofgren realizó un concierto benéfico de Arthur Lee en el Beacon Theater de Nueva York, junto con Robert Plant, Ian Hunter y Garland Jeffreys. En 2007, tocó la guitarra como parte de la banda de acompañamiento de Jerry Lee Lewis llamada Jerry Lee Lewis Last Man Standing, concierto grabado en DVD. Luego lanzó The Loner - Nils sings Neil, un disco acústico de versiones de canciones de Neil Young, en 2008.
En septiembre de 2008, Lofgren se sometió a una cirugía de reemplazo de cadera, como resultado de años de jugar al baloncesto, acrobacias en el escenario y su avanzada edad.

### Otros trabajos
El novelista Clive Cussler vive cerca de la casa Lofgren de Arizona, y colaboró en una canción con él, que coescribió y grabó, titulada "What Ever Happened to Muscatel?".
En 2010, Lofgren -quien se describe como "gran aficionado a los deportes"- escribió una larga carta abierta a ESPN condenando el tratamiento del regreso de Michael Vick a la fama del fútbol americano.

## Equipo musical
Lofgren principalmente utiliza una variedad de guitarras Fender.

### Guitarras
| - Fender Stratocaster - Fender Jazzmasters - Gibson Les Paul – 1952 Goldtop. - Gibson SG – Cherry Red. Usada en Johnny Bye, Bye durante el Magic Tour. - Gibson Flying V – Utilizada durante la gira de reunión de Grin en 2001. - BC. Rich Mockingbird - Epiphone Les Paul – Usada en giras con Ringo Starr. - Martin D-18 – Dada a Lofgren por Neil Young. - Gretsch Black Penguin | - Fender Telecaster - Fender Telecaster Black. Usada en Born To Run durante el Magic Tour. - Gibson L-10 acoustic - Spector ARC6 - Takamine acoustic guitars - Owens/Zeta Resonator Guitars - Carter Pedal steel guitars |

### Efectos
| - Vocoder - Electro-Harmonix POG - Barber Burn Unit Overdrives - FullTone Fulldrive2 - Line 6 DL4 Delay - Digital Music GCX audio switcher - Furman Power Conditioner | - Line 6 Pod Pro - BOSS OC-3 - BOSS DD-3 - Korg DTR tuner - Peterson AutoStrobe 490 - Voodoo Lab Ground Control |

### Amplificadores
| - Fender Twin Reverbs - Fender blackface Super Reverbs - Fender Hot Rod Deluxe | - Fender Vibro Kings - Fender Vibro King Custom - Fender Hot Rod DeVilles |

## Discografía

### Con Grin
- 1971: Grin (Epic)
- 1972: 1+1 (Spindizzy)
- 1973: All Out (Epic)
- 1973: Gone Crazy (A&M)

### Con Neil Young
- After the Gold Rush (1970)
- Tonight's the Night (1975)
- Trans (1982)
- Unplugged (febrero de 1993)

### ConLou Reed
- The Bells (1979)

### Con Bruce Springsteen
- Live/1975-85 (1986)
- Tunnel of Love (1987)
- Chimes of Freedom (1988)
- Greatest Hits (1995)
- Bruce Springsteen & the E Street Band: Live In New York City (2001)
- The Rising (2002)
- Magic (2007)
- Working on a Dream (2009)
- Wrecking Ball (2012)
- High Hopes (2014)
- Letter to You (2020)

### Discografía en solitario
- 1975: Nils Lofgren (A&M)
- 1975: Back It Up!! (Live) (A&M)
- 1976: Cry Tough (A&M)
- 1977: I Came to Dance (A&M)
- 1978: Night After Night (A&M)
- 1979: Nils (A&M)
- 1981: Night Fades Away (Backstreet/MCA)
- 1981: Best of Nils Lofgren (A&M)
- 1982: A Rhythm Romance (solo a la venta en vinilo y en casete en el Reino Unido) (A&M)
- 1983: Wonderland (Backstreet/MCA)
- 1985: Flip (CBS)
- 1986: Code of The Road - Live '85 (A&M)
- 1987: Classics Vol. 13/Best of Nils Lofgren (A&M)
- 1991: Nils Lofgren Live (también llamado Nils Lofgren Band Live at Town and Country Club, UK) (Castle Music Pictures)
- 1991: Silver Lining (Rykodisc)
- 1992: Don't Walk. Rock (compilación, solo para el Reino Unido) (Connoisseur)
- 1992: Crooked Line (Rykodisc)
- 1993: Every Breath (banda sonora) (Stampede)
- 1993: Every Breath (con un EP de cuatro canciones y diferente arte de tapa, con Lou Gramm, solo para Países Bajos) (SPV)
- 1993: Every Breath (reedición con diferente arte de tapa) (Vision)
- 1993: Live on The Test (solo en el Reino Unido) (Windsong)
- 1994: Code of The Road, Live (Stampede)
- 1994: Soft Fun, Tough Tears (compilación de grandes éxitos de Grin, solo para Australia) (Raven)
- 1995: Damaged Goods (Pure)
- 1995: Shine Silently (compilación, solo para Alemania) (Spectrum)
- 1996: Steal Your Heart (compilación de grandes éxitos, solo para Países Bajos) (A&M)
- 1997: Acoustic Live (Vision)
- 1997: Archive Live, en vivo en N.J. Stone Pony en 1985 (A.A.)
- 1997: Code of The Road (reedición, con diferente arte de tapa; en vivo en 1985) (Right Stuff)
- 1998: Acoustic Live (reedición con diferente arte de tapa) (Right Stuff)
- 1998: Into the Night (compilación de grandes éxitos, en vivo en Alemania) (BMG)
- 1998: Best of A&M Years, Nils+Grin (solo para Países Bajos) (Spectrum)
- 1998: New Lives BBC (solo para el Reino Unido) (HUX)
- 1999: Ultimate Collection (compilación de grandes éxitos) (Hip-O)
- 2001: Bootleg (en vivo en 1975) (Vision)
- 2001: Nils Lofgren (reedición con dos nuevas canciones) (A&M)
- 2001: Nils (con una nueva canción) (A&M)
- 2001: Flip (con una nueva canción) (CBS)
- 2001: Breakaway Angel, (Vision)
- 2002: Tuff Stuff-The Best of the All-Madden Team Band (Vision)
- 2003: Nils Lofgren Band Live (Vision)
- 2006: Sacred Weapon (Vision)
- 2008: The Loner – Nils Sings Neil (Vision)
- 2011: Old School
- 2013: Keith Don't Go
- 2015: UK 2015 Face the Music Tour
- 2019: Blues with Lou
- 2023: Mountains